# Jurandir Maciel
Jurandir Marques Maciel (Canoas, 24 de maio de 1955) é um político brasileiro, filiado ao Partido Trabalhista Brasileiro (PTB).
Em 1988, elegeu-se pela primeira vez vereador de Canoas, sendo reeleito por mais dois  mandatos, em 1996 e 2000. Em 2004, foi eleito, no primeiro turno, vice-prefeito de Canoas.
É formado como técnico de química. e representante da Assembleia de Deus no Parlamento gaúcho. 